# Золотой орёл (кинопремия, 2014)
12-я церемония вручения наград премии «Золотой орёл» за заслуги в области российского кинематографа и телевидения за 2013 год состоялась 29 января 2014 года в первом павильоне киноконцерна «Мосфильм». Номинанты премии были объявлены киноакадемиками 27 декабря 2013 года.
На соискание премии рассматривались: отечественные кинофильмы, впервые публично показанные в России за период c 1 ноября 2012 года по 31 октября 2013 года (а также те фильмы предшествующего года, которые по тем или иным причинам не были рассмотрены на соискание премий по итогам 2012 года); телефильмы и сериалы, первый показ которых был завершён за период с 1 сентября 2012 года по 31 августа 2013 года; зарубежные кинофильмы, выпущенные в российский прокат с 1 ноября 2012 года по 31 октября 2013 года.

## Список лауреатов и номинантов
• Победители выделены отдельным цветом. 
| Категории                                                                                     | Лауреаты и номинанты |
| --------------------------------------------------------------------------------------------- | --- |
| Лучший игровой фильм (Награды вручал Марк Захаров)                                            | • Легенда № 17 (продюсеры: Леонид Верещагин, Антон Златопольский, Никита Михалков, режиссёр: Николай Лебедев)                                              |
| Лучший игровой фильм (Награды вручал Марк Захаров)                                            | • Географ глобус пропил (продюсеры: Вадим Горяинов, Леонид Лебедев, Валерий Тодоровский, режиссёр: Александр Велединский)                                  |
| Лучший игровой фильм (Награды вручал Марк Захаров)                                            | • Горько! (продюсеры: Илья Бурец, Дмитрий Нелидов, Сергей Светлаков, Тимур Бекмамбетов, режиссёр: Жора Крыжовников)                                        |
| Лучший игровой фильм (Награды вручал Марк Захаров)                                            | • Ку! Кин-дза-дза (продюсеры: Юрий Кушнерев, Сергей Сельянов, Олег Урушев, Леонид Ярмольник, Константин Эрнст, режиссёры: Георгий Данелия, Татьяна Ильина) |
| Лучший игровой фильм (Награды вручал Марк Захаров)                                            | • Сталинград (продюсеры: Александр Роднянский, Антон Златопольский, Дмитрий Рудовский, Сергей Мелькумов, режиссёр: Фёдор Бондарчук)                        |
| Лучший телефильм или мини-сериал (до 10 серий включительно) (Награды вручал Леонид Ярмольник) | • Мосгаз (режиссёр: Андрей Малюков, продюсеры: Константин Эрнст, Денис Евстигнеев)                                                                         |
| Лучший телефильм или мини-сериал (до 10 серий включительно) (Награды вручал Леонид Ярмольник) | • Людмила (режиссёр: Александр Павловский, продюсеры: Алексей Пиманов, Екатерина Ефанова)                                                                  |
| Лучший телефильм или мини-сериал (до 10 серий включительно) (Награды вручал Леонид Ярмольник) | • Всё началось в Харбине (режиссёр: Лео Зисман, продюсеры: Екатерина Ефанова, Александр Буравский)                                                         |
| Лучший телевизионный сериал (более 10 серий) (Награды вручал Владимир Хотиненко)              | • Жизнь и судьба (режиссёр: Сергей Урсуляк, продюсеры: Антон Златопольский, Сергей Шумаков)                                                                |
| Лучший телевизионный сериал (более 10 серий) (Награды вручал Владимир Хотиненко)              | • Марьина роща (режиссёр: Александр Хван) |
| Лучший телевизионный сериал (более 10 серий) (Награды вручал Владимир Хотиненко)              | • Склифосовский (режиссёр: Андрей Селиванов) |
| Лучший неигровой фильм (Награду вручал Вячеслав Фетисов)                                      | • Африка: Кровь и красота (режиссёр: Сергей Ястржембский)                                                                                                  |
| Лучший неигровой фильм (Награду вручал Вячеслав Фетисов)                                      | • Дилогия: («Высокая ставка», «Мы не подписывали договора в Версале») (режиссёр: Виктор Лисакович)                                                         |
| Лучший неигровой фильм (Награду вручал Вячеслав Фетисов)                                      | • Кто такой этот Кустурица? (режиссёр: Наталья Гугуева) |
| Лучший анимационный фильм                                                                     | • Тише, бабушка спит (режиссёр: Алексей Дёмин) |
| Лучший анимационный фильм                                                                     | • Бессмертный (режиссёр: Михаил Алдашин) |
| Лучший анимационный фильм                                                                     | • Длинный мост в нужную сторону (режиссёр: Иван Максимов)                                                                                                  |
| Лучшая режиссёрская работа (Награду вручал Карен Шахназаров)                                  | • Александр Велединский за фильм «Географ глобус пропил»                                                                                                   |
| Лучшая режиссёрская работа (Награду вручал Карен Шахназаров)                                  | • Жора Крыжовников — «Горько!» |
| Лучшая режиссёрская работа (Награду вручал Карен Шахназаров)                                  | • Николай Лебедев — «Легенда № 17» |
| Лучший сценарий (Награды вручал Валерий Тодоровский)                                          | • Михаил Местецкий и Николай Куликов — «Легенда № 17» |
| Лучший сценарий (Награды вручал Валерий Тодоровский)                                          | • Александр Адабашьян — «Собачий рай» |
| Лучший сценарий (Награды вручал Валерий Тодоровский)                                          | • Алексей Казаков, Николай Куликов, Жора Крыжовников — «Горько!»                                                                                           |
| Лучшая мужская роль в кино (Награду вручала Анастасия Вертинская)                             | • Константин Хабенский — «Географ глобус пропил» |
| Лучшая мужская роль в кино (Награду вручала Анастасия Вертинская)                             | • Данила Козловский, Олег Меньшиков — «Легенда № 17» |
| Лучшая мужская роль в кино (Награду вручала Анастасия Вертинская)                             | • Сергей Пускепалис, Анатолий Белый — «Метро» |
| Лучшая женская роль в кино (Награду вручал Александр Поветкин)                                | • Елена Лядова — «Географ глобус пропил» |
| Лучшая женская роль в кино (Награду вручал Александр Поветкин)                                | • Юлия Александрова — «Горько!» |
| Лучшая женская роль в кино (Награду вручал Александр Поветкин)                                | • Светлана Иванова — «Легенда № 17» |
| Лучшая мужская роль второго плана (Награду вручал Андрей Смоляков)                            | • Владимир Меньшов — «Легенда № 17» |
| Лучшая мужская роль второго плана (Награду вручал Андрей Смоляков)                            | • Александр Робак — «Географ глобус пропил» |
| Лучшая мужская роль второго плана (Награду вручал Андрей Смоляков)                            | • Ян Цапник — «Горько!» |
| Лучшая женская роль второго плана (Награду вручал Андрей Смоляков)                            | • Нина Усатова — «Легенда № 17» |
| Лучшая женская роль второго плана (Награду вручал Андрей Смоляков)                            | • Елена Валюшкина — «Горько!» |
| Лучшая женская роль второго плана (Награду вручал Андрей Смоляков)                            | • Ксения Раппопорт — «Распутин» |
| Лучшая мужская роль на телевидении (Награду вручала Анастасия Чернобровина)                   | • Сергей Маковецкий — «Жизнь и судьба» (за роль Виктора Штрума)                                                                                            |
| Лучшая мужская роль на телевидении (Награду вручала Анастасия Чернобровина)                   | • Александр Балуев — «Жизнь и судьба» (за роль Николая Крымова)                                                                                            |
| Лучшая мужская роль на телевидении (Награду вручала Анастасия Чернобровина)                   | • Павел Деревянко — «Обратная сторона Луны» (за роль Михаила Соловьёва)                                                                                    |
| Лучшая женская роль на телевидении (Награду вручал Владимир Винокур)                          | • Полина Агуреева — «Жизнь и судьба» (за роль Евгении Шапошниковой)                                                                                        |
| Лучшая женская роль на телевидении (Награду вручал Владимир Винокур)                          | • Анна Михалкова — «Жизнь и судьба» (за роль Марьи Ивановны Соколовой)                                                                                     |
| Лучшая женская роль на телевидении (Награду вручал Владимир Винокур)                          | • Вера Сотникова — «Людмила» (за роль Людмилы Зыкиной) |
| Лучшая операторская работа (Награду вручали Анастасия Заворотнюк и Пётр Чернышёв)             | • Максим Осадчий — «Сталинград» |
| Лучшая операторская работа (Награду вручали Анастасия Заворотнюк и Пётр Чернышёв)             | • Дмитрий Грибанов — «Горько!» |
| Лучшая работа художника-постановщика                                                          | • Сергей Иванов — «Сталинград» |
| Лучшая работа художника-постановщика                                                          | • Павел Новиков — «Метро» |
| Лучшая работа художника-постановщика                                                          | • Виктор Петров, Владислав Травинский — «Легенда № 17» |
| Лучшая работа художника по костюмам (Награду вручал Александр Васильев)                       | • Татьяна Патрахальцева — «Сталинград» |
| Лучшая работа художника по костюмам (Награду вручал Александр Васильев)                       | • Надежда Васильева — «Собачий рай» |
| Лучшая работа художника по костюмам (Награду вручал Александр Васильев)                       | • Ольга Гусак — «Небесные жёны луговых мари» |
| Лучшая музыка к фильму (Награду вручал Гарик Сукачёв)                                         | • Эдуард Артемьев — «Легенда № 17» |
| Лучшая музыка к фильму (Награду вручал Гарик Сукачёв)                                         | • Алексей Айги — «Зеркала» |
| Лучшая музыка к фильму (Награду вручал Гарик Сукачёв)                                         | • Алексей Зубарев — «Географ глобус пропил» |
| Лучший монтаж фильма (Награды вручали Анастасия Заворотнюк и Пётр Чернышёв)                   | • Максим Смирнов и Пётр Зеленов — «Легенда № 17» |
| Лучший монтаж фильма (Награды вручали Анастасия Заворотнюк и Пётр Чернышёв)                   | • Александр Верхоляк — «Горько!» |
| Лучший монтаж фильма (Награды вручали Анастасия Заворотнюк и Пётр Чернышёв)                   | • Игорь Литонинский — «Сталинград» |
| Лучшая работа звукорежиссёра (Награду вручал Гарик Сукачёв)                                   | • Ростислав Алимов — «Сталинград» |
| Лучшая работа звукорежиссёра (Награду вручал Гарик Сукачёв)                                   | • Алексей Самоделко — «Легенда № 17» |
| Лучшая работа звукорежиссёра (Награду вручал Гарик Сукачёв)                                   | • Анатолий Тюриков — «Горько!» |
| Лучший зарубежный фильм в российском прокате (Награду вручала Мария Лемешева)                 | • Гравитация / Gravity (США) — прокатчик: «Каро Премьер»                                                                                                   |
| Лучший зарубежный фильм в российском прокате (Награду вручала Мария Лемешева)                 | • Великий Гэтсби / The Great Gatsby (США, Австралия) — прокатчик: «Каро Премьер»                                                                           |
| Лучший зарубежный фильм в российском прокате (Награду вручала Мария Лемешева)                 | • Операция «Арго» / Argo (США) — прокатчик: «Каро Премьер»                                                                                                 |

## Специальные награды
- Георгий Данелия — специальный приз «За неувядаемый талант и мужество» — за работу над полнометражным анимационным фильмом «Ку! Кин-дза-дза»[9][10] (награду вручал Никита Михалков).
- Марк Захаров — специальный приз «За выдающийся вклад в российский кинематограф» — картины режиссёра Марка Захарова «Обыкновенное чудо», «Тот самый Мюнхгаузен», «Формула любви» заслужили зрительскую любовь ещё много лет назад[10][11][12] (награду вручал Лео Бокерия)